# Näßlichbach bei Altenmittlau
Näßlichbach bei Altenmittlau este o arie protejată (arie specială de conservare — SAC, sit de importanță comunitară — SCI) din Germania întinsă pe o suprafață de 3,57 ha, integral pe uscat.

## Localizare
Centrul sitului Näßlichbach bei Altenmittlau este situat la coordonatele 50°08′16″N 9°10′30″E / 50.1378°N 9.175°E.

## Înființare
Situl Näßlichbach bei Altenmittlau a fost declarat sit de importanță comunitară în noiembrie 2004 pentru a proteja 1 specie de animale. Situl a fost protejat și ca arie specială de conservare în martie 2008.

## Biodiversitate
Situată în ecoregiunea continentală, aria protejată conține 1 habitat natural: Păduri aluvionare cu Alnus glutinosa și Fraxinus excelsior (Alno-Padion, Alnion incanae, Salicion albae).
La baza desemnării sitului se află o specie protejată de  pești: cicar (Lampetra planeri).